# Naturdenkmal Eiche im Misburger Wald (H 222)
Das Naturdenkmal Eiche im Misburger Wald (H 222) ist ein Überhälter in der Nähe des Wietzegrabens im Misburger Wald. Dieser liegt im hannoverschen Stadtteil Misburg. Der Baum wurde am 15. Juli 1969 zum Naturdenkmal erklärt und wird unter der Nummer ND-H 222 (früher HS 13) geführt. Er ist nach seiner Art eine Stieleiche (Quercus robur). 
Wenige Meter entfernt ist eine weitere Eiche als Naturdenkmal ausgewiesen, nämlich das Naturdenkmal Eiche im Misburger Wald (H 220). Dieser Baum steht etwas weiter vom Wietzegraben entfernt als diese Eiche.
Der Verband Großraum Hannover hatte den Baum im Jahr 1969 unter der Nummer ND-HS 13 unter Schutz gestellt. Die nach dem Niedersächsischen Kommunalverfassungsgesetz inzwischen für die Aufgaben der unteren Naturschutzbehörde zuständige Region Hannover ordnete die Naturdenkmale für ihr Gebiet im Jahr 2010 neu, hob die bisherigen Verordnungen der Kommunen, Landkreise und seiner eigenen Vorgängerorganisation Großraum Hannover auf, erließ für die meisten der bisherigen Naturdenkmale eine neue (Sammel-)Verordnung und begründete die Unterschutzstellung dieses Baumes in der neuen Verordnung mit dieser Beschreibung:
Stieleiche (Quercus robur), die in der Nähe einer weiteren Eiche als Überhälter in einem sonst jüngeren Bestand steht. Urwüchsiges Gesamtbild, da die Krone nie beschnitten wurde.
und nannte als Schutzzweck
Der Baum wird wegen seines Alters, seiner Größe und seines Erscheinungsbilds geschützt.
Den Standort beschreibt die Verordnung:
Im Misburger Wald, Südostecke der Abteilung 86, in der Nähe einer Wegekreuzung und einer Brücke über den Wietzegraben.
und nennt diese Flurdaten: Hannover, Misburg, Flur 4, Flurstück 10/2.
Vor der Eiche ist eine kleine Informationstafel aufgestellt mit folgendem Text: 
Eiche (Quercus robur). Ca. 220 Jahre alt, ca. 38 m hoch, Stammumfang 4,00 m, Kronenbreite ca. 20 m. Zum Naturdenkmal erklärt am 15. Juli 1969
Die Eiche steht in einem dem Land Niedersachsen gehörenden Staatsforst.